# Webley & Scott
A Webley & Scott é uma fabricante de armas fundada em 1790 em Birmingham, Inglaterra.
A Webley produziu armas curtas e longas entre 1834 e 1979, quando a empresa deixou de produzir armas de fogo e, em vez disso, concentrou-se na produção de pistolas e carabinas de ar comprimido. Em 2010, a Webley & Scott reiniciou a produção de espingardas para venda comercial.
A Webley é famosa pelo Webley Revolver e pistolas semiautomáticas para as forças armadas do Império Britânico, particularmente ao Exército Britânico, de 1887 até  a Segunda Guerra Mundial.

## Histórico
A empresa Webley foi fundada no final do século XVIII em 1790 por William Davies, que fabricava moldes de bala. Foi adquirida em 1834 por seu genro, Philip Webley, que começou a produzir armas esportivas de percussão. A fabricação de revólveres, pelos quais a empresa ficou famosa, começou vinte anos depois. Naquela época, a empresa se chamava P. Webley & Son. Em 1897, a Webley fundiu-se com a "W&C Scott and Sons" para se tornar The Webley & Scott Revolver and Arms Company Ltd of Birmingham.

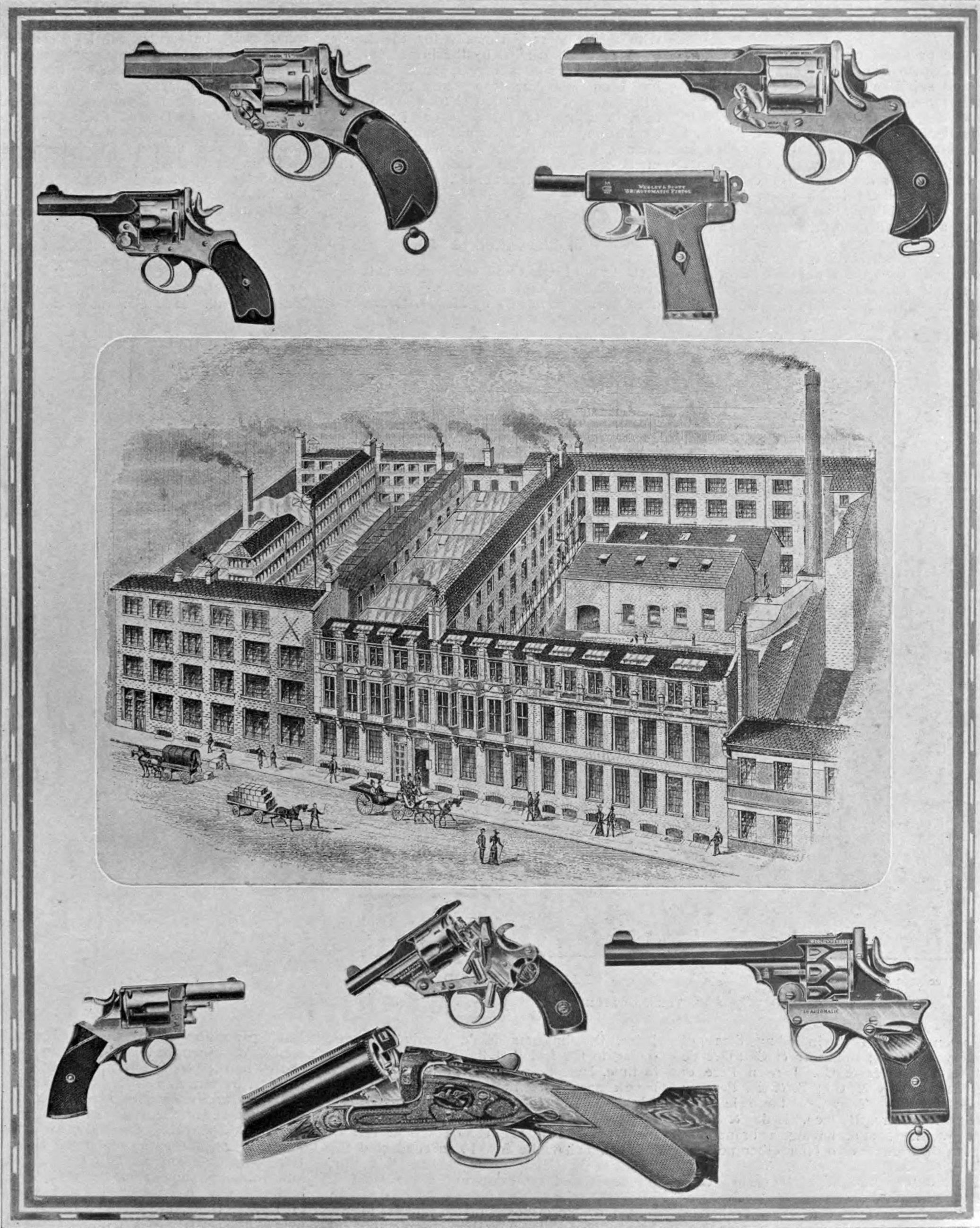
Ilustração com a vista aérea da fábrica em 1908 e algumas de suas armas

Os revólveres da Webley se tornaram a arma oficial britânica em 1887, permanecendo no serviço britânico até 1964. Depois de 1921, no entanto, os revólveres de serviço Webley foram fabricados pela Royal Small Arms Factory, de propriedade do governo, em Enfield.
Em 1932, o revólver Enfield No. 2 no calibre .38, tornou-se o revólver padrão de serviço britânico. No entanto, a escassez do tempo de guerra garantiu que todas as marcas do Webley, incluindo os modelos .455 e .38/200, permanecessem em uso durante a Segunda Guerra Mundial. O .455 Mk.VI foi declarado obsoleto em 1945, mas o .38 Mk.IV permaneceu em serviço como uma arma padrão substituta no início dos anos 1960.
Em 1920, a aprovação do "Firearms Act" no Reino Unido, que limitava a disponibilidade de armas de fogo para civis, fez com que suas vendas despencassem. Como resultado, a empresa começou a produzir pistolas pneumáticas, sendo a primeira delas a pistola de ar "Mark I".
A demanda por armas de ar comprimido aumentou rapidamente na década de 1920 e os negócios de Webley começaram a crescer novamente, com um pico inevitável relacionado ao fornecimento de armas para uso militar britânico durante a Segunda Guerra Mundial. A queda nas vendas levou à decisão de abandonar completamente a fabricação de armas de fogo em 1979, porém a produção de armas de ar comprimido na fábrica de Birmingham continuou até 22 de dezembro de 2005, quando a empresa fechou. A empresa dependente da Webley, a "Venom Custom Shop", também parou de comercializar. Foi então comprada pela empresa "Airgunsport", com sede em Wolverhampton. Nessa época, a "Airgunsport" transferiu a fabricação de todas as armas Webley para a Turquia.
A Webley & Scott Ltd é propriedade do Fuller Group e da John Bright. A John Bright também é coproprietária da Highland Outdoors Limited, distribuidora no Reino Unido da Webley, Webley & Scott e AGS.

## Webley & Scott na Índia
Como parte da iniciativa "Make in India" lançada em 2014, a Webley & Scott começou a fabricar seus revólveres na Índia em colaboração com uma empresa indiana em sua fábrica em Sandila, distrito de Hardoi, Uttar Pradesh. A empresa também decidiu abrir dois campos de tiro em Gorakhpur e Kanpur. Em 2020, eles começaram a produção de armas para o mercado civil indiano, incluindo o Webley Mk IV e a "WP20", uma pistola semiautomática em .32 Auto recém-construída.

## Galeria
Algumas das armas produzidas pela Webley & Scott
- O famosos Webley Mk VI.
- O RIC No. 1 Revolver cal 450 CF.
- O British Bull Dog Revolver.
- O Webley "WG" Army Model em .476 Enfield.
- A Webley & Scott Model 1911 em .32 Auto.
- A Webley Self-Loading Pistol em .455 Webley.
- A Webley & Scott 1909.
- A pistola sinalizadora Webley & Scott Mk III.
- A Webley Hurricane .22 air pistol.